# Košarkaški klub Split 1989-1990
Questa voce raccoglie le informazioni riguardanti il Košarkaški klub Split nelle competizioni ufficiali della stagione 1989-1990.

## Stagione
La stagione 1989-1990 del Košarkaški klub Split è la 26ª nel massimo campionato jugoslavo di pallacanestro, la YUBA liga.

## Roster
Aggiornato al 11 dicembre 2020.
| Jugoplastika Spalato 1989-90 | Jugoplastika Spalato 1989-90 |
| Giocatori                    | Staff tecnico                |
| ---------------------------- | ---------------------------- |

| N. | Naz.                  | Ruolo | Nome               | Anno | Alt.   | Peso   |  |
| -- | --------------------- | ----- | ------------------ | ---- | ------ | ------ |  |
| 4  | Jugoslavia (bandiera) | P     | Zoran Sretenović   | 1964 | 191 cm | 84 kg  |  |
| 5  | Jugoslavia (bandiera) | G     | Velimir Perasović  | 1965 | 195 cm | 82 kg  |  |
| 6  | Jugoslavia (bandiera) | P     | Luka Pavićević     | 1968 | 185 cm |        |  |
| 7  | Jugoslavia (bandiera) | A     | Toni Kukoč         | 1968 | 207 cm | 90 kg  |  |
| 8  | Jugoslavia (bandiera) | C     | Goran Sobin        | 1963 | 206 cm |        |  |
| 9  | Jugoslavia (bandiera) | A     | Paško Tomić        | 1969 | 200 cm |        |  |
| 10 | Jugoslavia (bandiera) | P     | Petar Naumoski     | 1968 | 195 cm | 91 kg  |  |
| 11 | Jugoslavia (bandiera) | C     | Žan Tabak          | 1970 | 213 cm | 111 kg |  |
| 12 | Jugoslavia (bandiera) | PG    | Duško Ivanović (C) | 1957 | 196 cm | 95 kg  |  |
| 13 | Jugoslavia (bandiera) | C     | Zoran Savić        | 1966 | 206 cm | 116 kg |  |
| 14 | Jugoslavia (bandiera) | AC    | Dino Rađa          | 1967 | 212 cm | 115 kg |  |
| 15 | Jugoslavia (bandiera) | AG    | Aramis Naglić      | 1965 | 203 cm | 106 kg |  |
|    | Jugoslavia (bandiera) | C     | Josip Lovrić       | 1968 | 213 cm | 120 kg |  |
| -  | Jugoslavia (bandiera) | AG    | Teo Čizmić         | 1971 | 205 cm |        |  |
| -  | Jugoslavia (bandiera) | AG    | Velibor Radović    | 1972 | 202 cm |        |  |

| Allenatore                                                     |
| - Božidar Maljković                                            |
| Assistente/i                                                   |
| - Nessuno Legenda - (C) Capitano - (IN) Inattivo - Infortunato |

## Mercato

### Sessione estiva
| Acquisti | Acquisti      | Acquisti       | Acquisti   | Acquisti |
| R.       | Nome          | da             | Modalità   |          |
| -------- | ------------- | -------------- | ---------- | -------- |
| AG       | Aramis Naglić | Kvarner Rijeka | definitivo |          |
| C        | Zoran Savić   | Čelik Zenica   | definitivo |          |

| Cessioni | Cessioni    | Cessioni | Cessioni       | Cessioni |
| R.       | Nome        | a        | Modalità       |          |
| -------- | ----------- | -------- | -------------- | -------- |
| G        | Ivica Burić | Šibenka  | fine contratto |          |
| AC       | Pero Vučica |          | ritirato       |          |